# Mußbach
Mußbach is een plaats in de Duitse gemeente Neustadt an der Weinstraße, deelstaat Rijnland-Palts, en telt 4197 inwoners (2004).
Diedesfeld · Duttweiler · Geinsheim · Gimmeldingen · Haardt · Hambach · Königsbach · Lachen-Speyerdorf · Lobloch · Mußbach · Winzingen